# Черизано
Черизано (итал. Cerisano) — коммуна в Италии, располагается в регионе Калабрия, подчиняется административному центру Козенца.
Население составляет 3240 человек, плотность населения составляет 216 чел./км². Занимает площадь 15 км². Почтовый индекс — 87044. Телефонный код — 0984.
Покровителем коммуны почитается священномученик Лаврентий, архидиакон, празднование 10 августа.